# Adam Jílek
Adam Jílek (* 29. března 1989, Praha) je český malíř a grafik.

## Život
Adam Jílek od mládí kreslil, navštěvoval kursy kreslení a malby a aktivně sportoval. Byl členem žákovské a kadetské reprezentace v baseballu, která vyhrála Mistrovství Evropy. Střední uměleckou školu si původně vybral aby měl více času na baseball, kterému se chtěl věnovat závodně, ale již v prvním ročníku se vzdal kariéry sportovce a rozhodl se naplno věnovat umění.
Po absolvování střední Výtvarné školy Václava Hollara (2006–2010) byl přijat ke studiu na Akademii výtvarných umění v Praze do ateliéru prof. Zdeňka Berana. Po odchodu Zdeňka Berana z AVU (2012) jeho ateliér převzal Martin Mainer. Jílek po dvou letech studia klasické malby (2011–2012) pokračoval v ateliéru volné tvorby Martina Mainera (2012) a v ateliéru restaurování u prof. Karla Strettiho (2012–2013). Studia dokončil v ateliéru Jiřího Sopka (2013–2016). Začal samostatně vystavovat ještě jako student AVU (P.O.R.N., Galerie Microna, 2015).
Jílka zajímá svoboda slova a dodržování lidských práv ve světě, situace divokých zvířat vystavených tlaku nelegálních komerčních zájmů i opuštěná domácí zvířata. Jeho konkrétní společenské aktivity zahrnují např. podporu Amnesty International., nebo psího útulku Dogpoint.

## Dílo
Malíř ve svém životopise uvádí, že nejvíce ho ovlivnily dva roky strávené v ateliéru profesora Zdeňka Berana. Absolventi ateliéru Zdeňka Berana ovládají staromistrovskou techniku olejomalby a většina z nich se přiklonila k realistickému zobrazení. Jílkovo následné školení ve třech různých ateliérech malby vedlo k částečné změně a zjednodušení malířského rukopisu a rozšíření výrazové škály. Oproti rané temnosvitné malbě s tlumenou barevností se jeho paleta barev projasnila a řadě obrazů dominuje bílý prostor. Pro poslední tvorbu Adama Jílka je charakteristická jasnost malířského přednesu a čistota formy.
Obrazy z doby studií většinou zachycují běžné každodenní situace (Poločas, Prázdný půllitr), zátiší s trofejemi nebo detaily různých předmětů poznamenaných časem (Detail křesla I-III). Na volbu dalších témat měly vliv prázdninové pobyty na vesnici u babičky. Místo, kde chov hospodářských zvířat je nedílnou součástí života lidí, využil k studiím hlav zvířat i drůbeže (Stříhání ovcí, Portrét slepice), výtvarných detailů z venkovského prostředí (Podkroví, Skládka, Rybolov, Kompost) i zachycení vizuálně silných situací, jako např. domácí zabijačka (cyklus Zabijačka). Jílek je podává s výtvarným zaujetím, ale věcně a bez idealizace, citlivě pracuje se světlem, barevností a smyslem pro detail. Na tyto obrazy navazují portréty domácích i exotických zvířat a ptáků, preparovaných lebek, hmyzu, detaily lidské tváře i ženské akty. V několika zátiších s částmi výbavy baseballového hráče připomíná svou sportovní kariéru (Baseballová maska). Ženskou nahotu znázorňuje v detailech, jako by šlo o ojedinělé momenty, v kterých se ocitáme jen my sami před zrcadlem. Jeho díla jsou ostrovy intimity mezi objektem a divákem.
Jílek svou realistickou malbou zachycuje přesné detaily, ale nesetrvává u pouhého popisu a zvířatům dává až antropomorfní mimické rysy. Vztah lidí a zvířat podává s lehkou ironií (V cizí kůži, Nejlepší přítel českého člověka, Polibek). V jeho podání zvířata symbolizují čistotu duše a neposkvrněnost (obrazový cyklus Čistota a neposkvrněnost) a výraz jejich tváří není odrazem negativních lidských vlastností jako jsou zášť nebo nenávist (Strach z okolního světa). Baví ho vymýšlet příběhy, ve kterých zachycuje různé nepravděpodobné vzájemné interakce zvířat (Šťavnaté jablko, Velké sousto, Postranní úmysl) nebo zvířat a lidí (Kradení slov z úst) a zvířata s atributy vypůjčenými z lidské civilizace (Špína v našem rybníce, Evoluce I). Zájem o přírodu ho vede k zobrazování důsledků lidské bezohlednosti vůči zvířatům (Slon, Nosorožec z cyklu Vykořisťování)

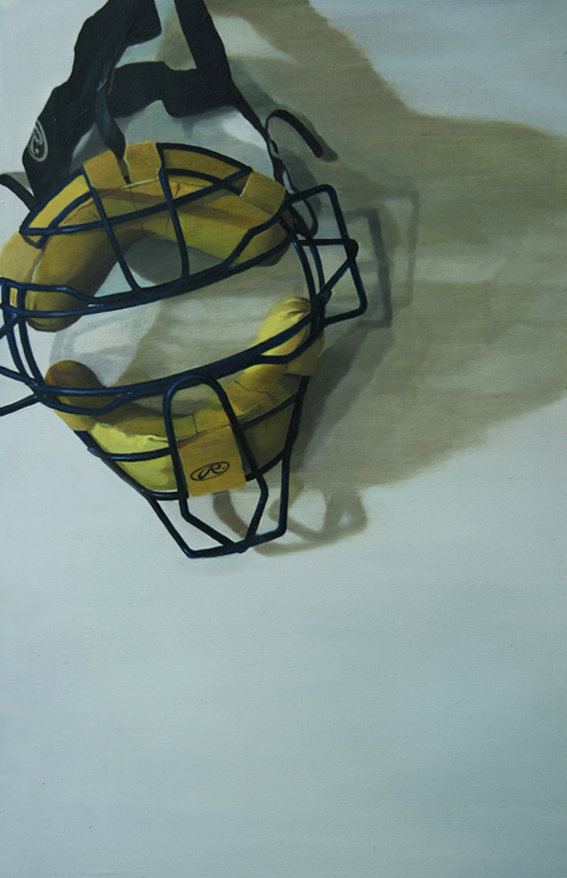
Baseballová maska, 2010
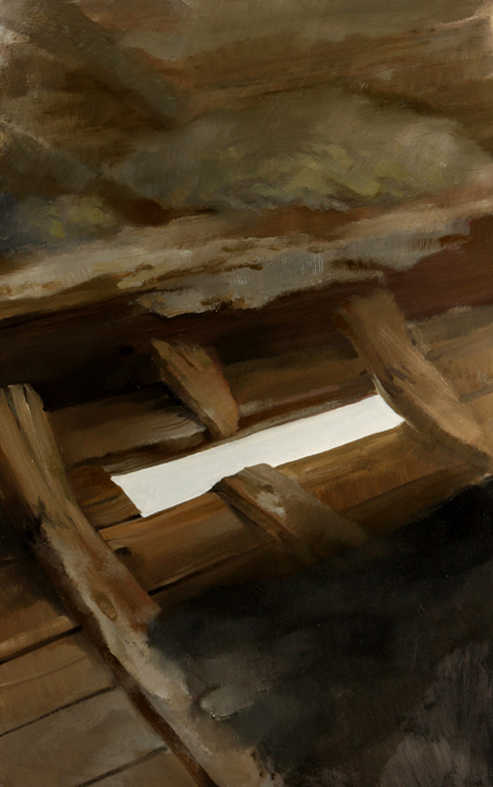
Půda, 2010
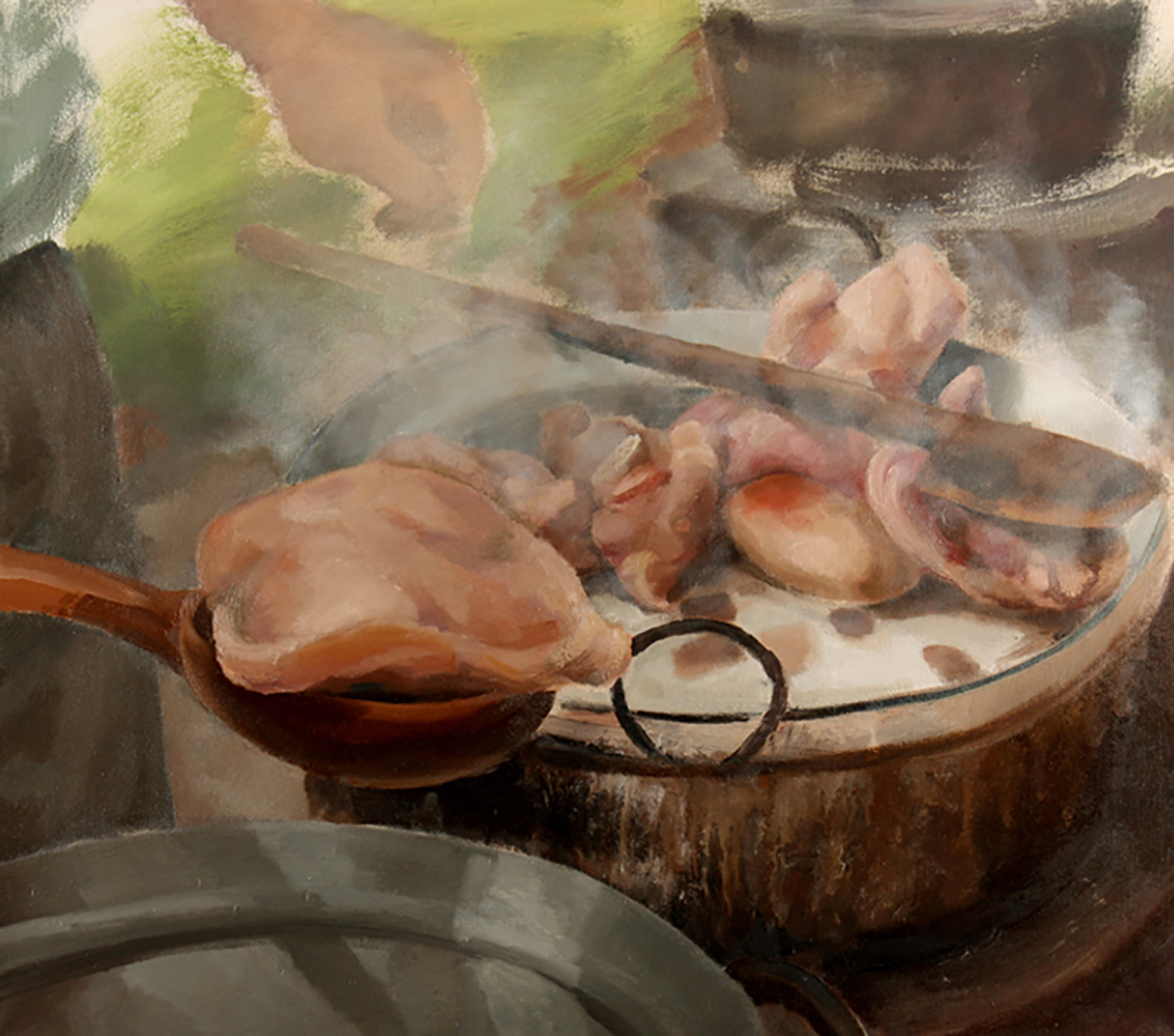
Vaření z cyklu Zabijačka, 2010
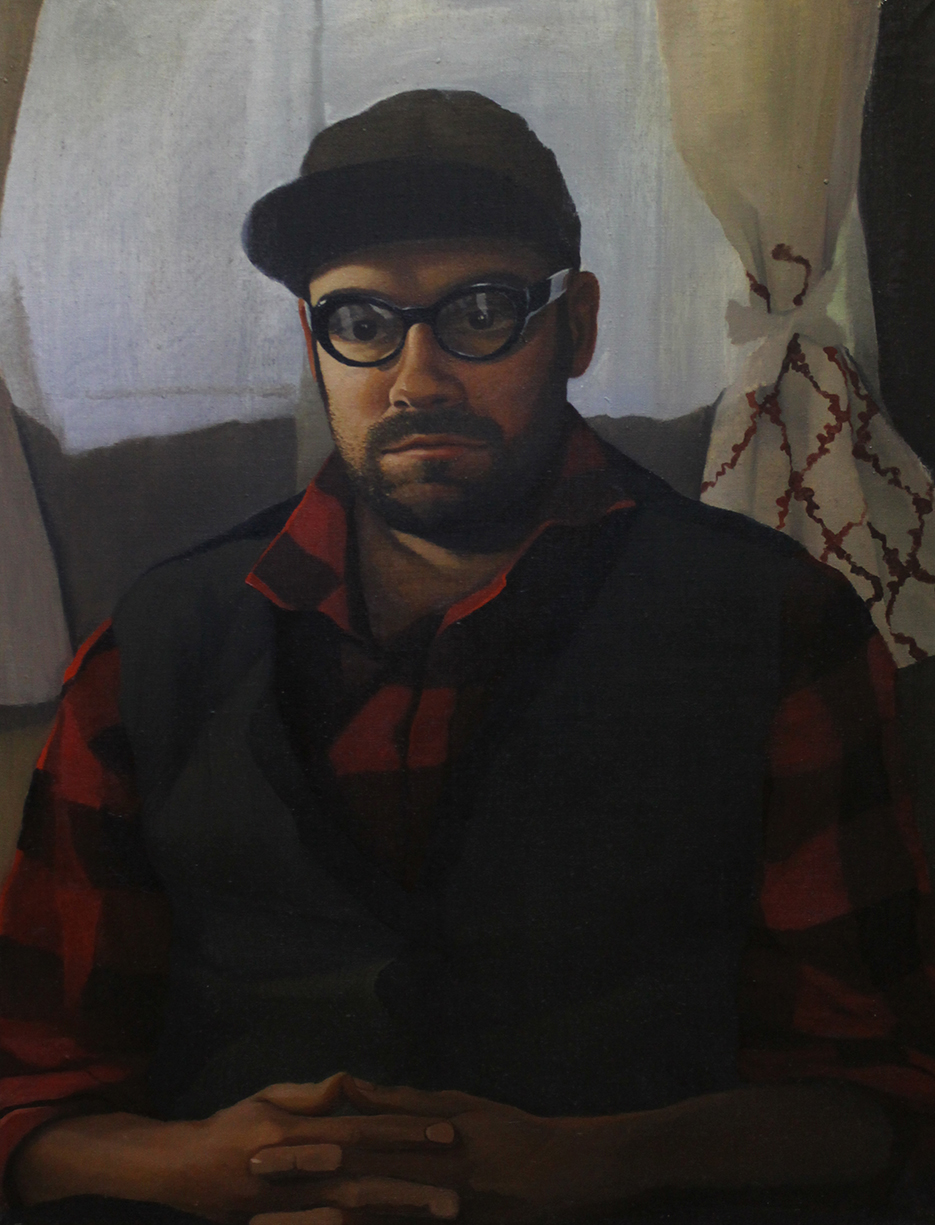
Poločas, 2013
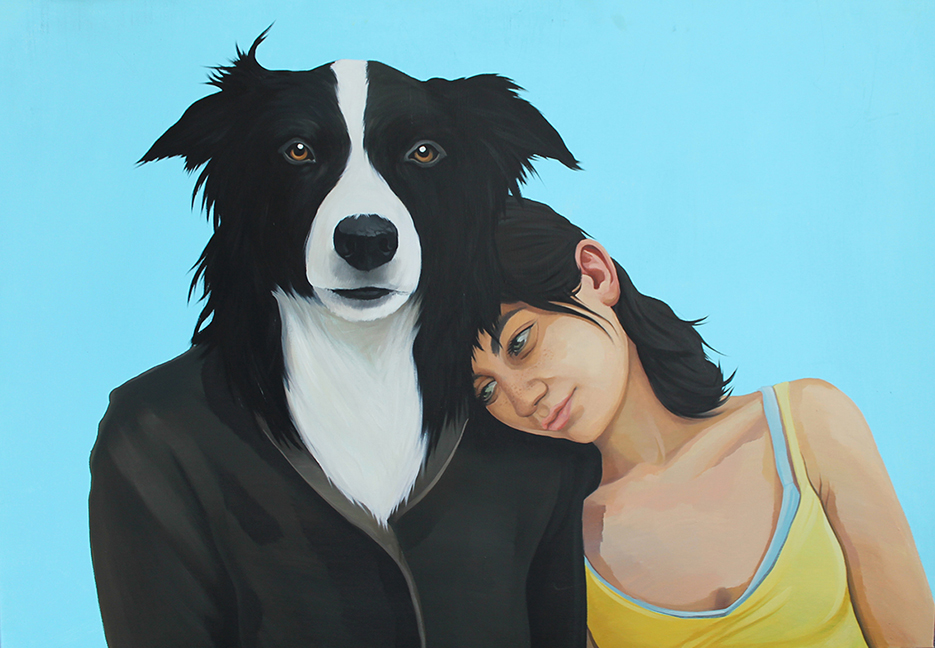
Nejlepší přítel českého člověka, 2015
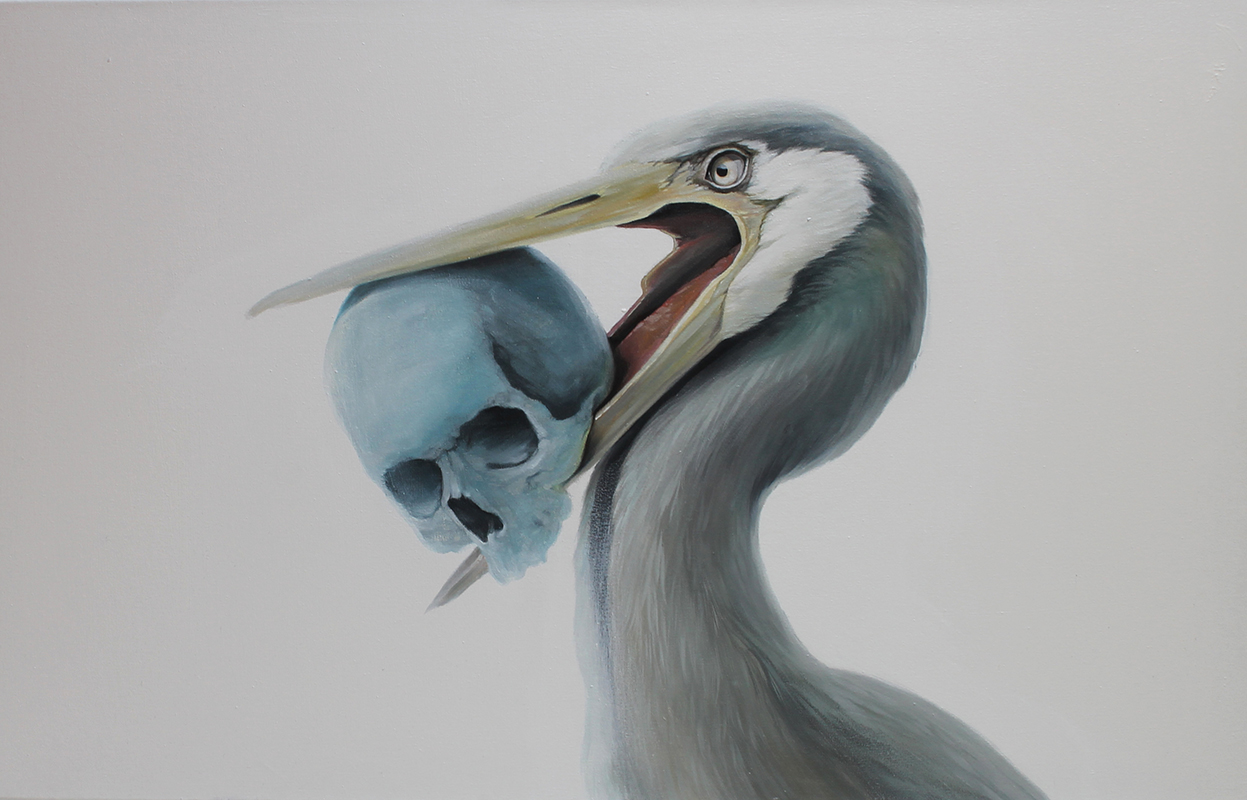
Velké sousto II, 2016
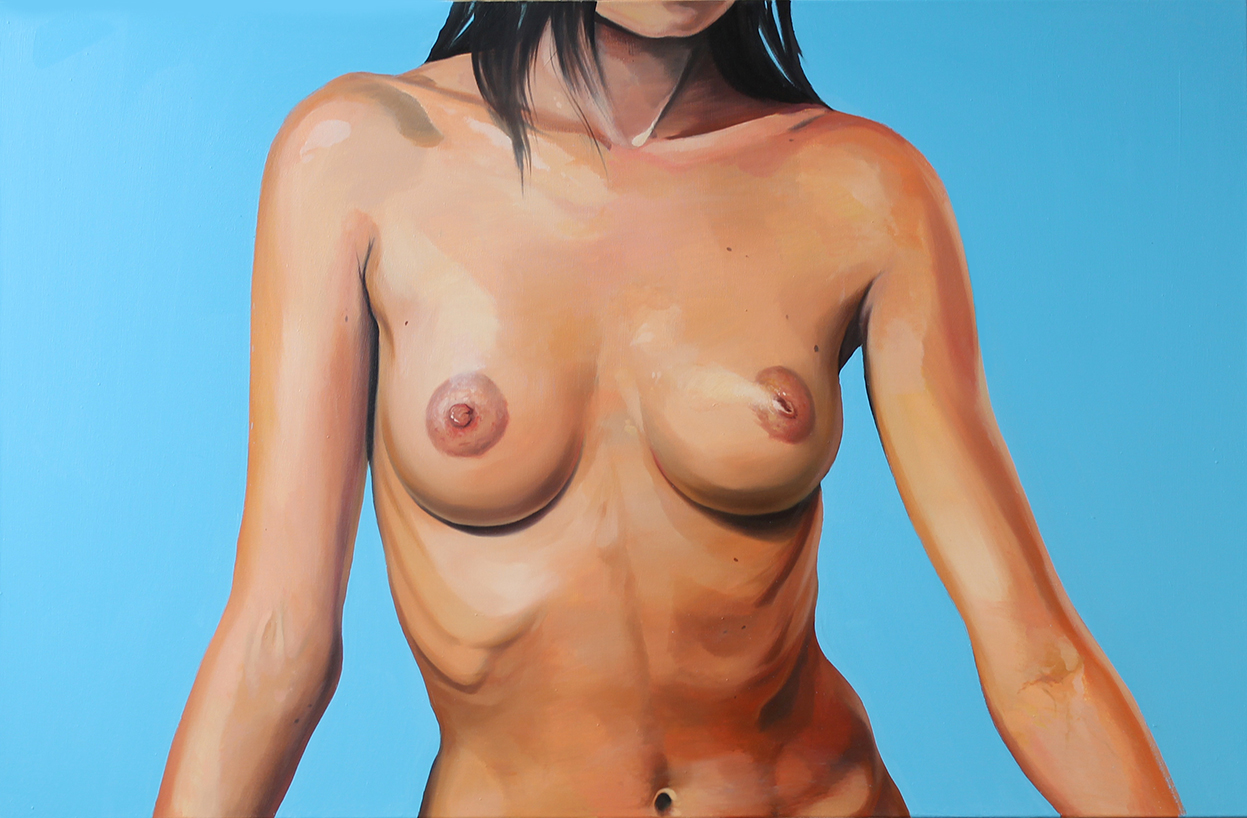
Prsa, 2016
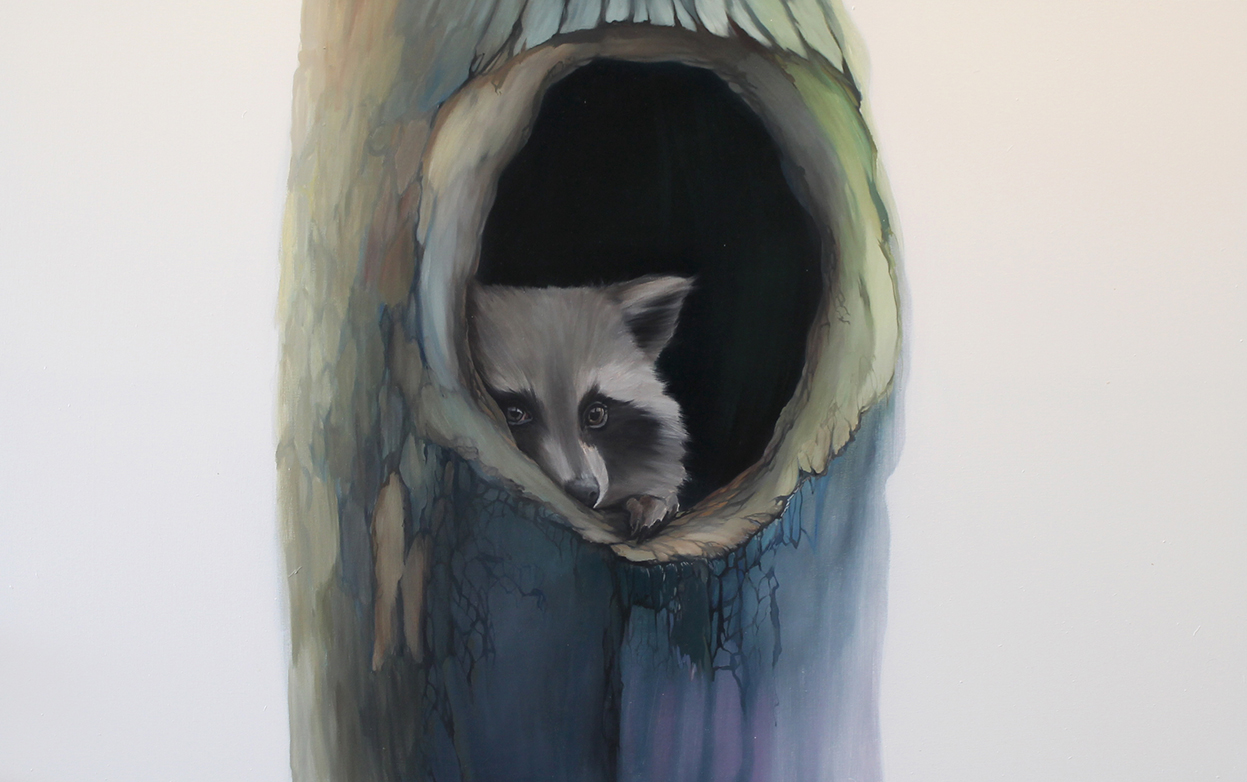
Strach z okolního světa, 2017

### Zastoupení ve sbírkách
Soukromé sbírky v Evropě, USA, Austrálii, Saúdské Arábii

### Výstavy

#### Autorské
- 2014 Mezi ránem, silnicí a polem, Tančící dům, Praha
- 2015 Adam Jílek: P.O.R.N. (Jak z obyčejné slepice udělat luxusní záležitost), Galerie Microna, Praha
- 2017 Adam Jílek, Salon Heroes, Praha
- 2017 Adam Jílek, Duplex restaurant Praha
- 2017 Adam Jílek, restaurace Ginger & Fred, Praha
- 2017 Adam Jílek, Dva světy, galerie Michael, Praha
- 2017 Adam Jílek: Probuzení z reality do snu, ČSOB inspirace, Praha
- 2017 Adam Jílek: Váš svět v nás, městská galerie, Beroun
- 2017 Adam Jílek, Miroslav Páral, Městská galerie, Karlovy Vary
- 2017 Adam Jílek: Absence společenských norem, Randl Partners, Art for Amnesty, Praha
- 2018 Adam Jílek: Čtvero období, Pálffyho Palác, Praha[8]

#### Společné
- 2011 Figurama, FA ČVUT, Praha
- 2012 Figurama, FA ČVUT, Praha
- 2012 AVU, městská galerie, Strakonice
- 2013 PSN, Praha
- 2014 POP UP, Tančící dům, Praha
- 2014 Sexplicit, Galerie Microna, Praha
- 2014 Mezi ránem, silnicí a polem, Tančící dům, Praha
- 2014 Art Prague, Kafkův dům, Praha
- 2016 Vanity Fair, výstava diplomantů AVU, Národní galerie v Praze
- 2017 Sexplicit vol. 3, Kotva, Praha
- 2017 Sexposed, 1.LF, Praha
- 2017 Dva světy, galerie Michael, Praha
- 2017 Sexposed II., galerie Školská 28, Praha
- 2017 Vidím to co vidím, galerie Černá labuť, Praha
- 2017 Adam Jílek, Miroslav Páral, Městská galerie, Karlovy Vary
- 2017 Art Fair, Miami, Florida
- 2018 Singularity, Galerie Černá labuť Praha (s. Igorem Grimmichem a Jiřím Hauschkou)
- 2018 Factory Tour, galerie 1, České Budějovice

### Katalogy
- Figurama 11, texty Eliška Jiří a kol., 337 s., Figurama, o.s., Znojmo 2011
- Figurama 12, texty Karbowniczek Janusz a kol., 399 s., Figurama, o.s., Znojmo 2012
- Vanity Fair: Diplomanti Akademie výtvarných umění v Praze 2016 / Academy of Fine Arts in Prague Graduates 2016, texty Borozan Vjera a kol., 191 s., Akademie výtvarných umění v Praze 2016